# Records de Trinité-et-Tobago d'athlétisme

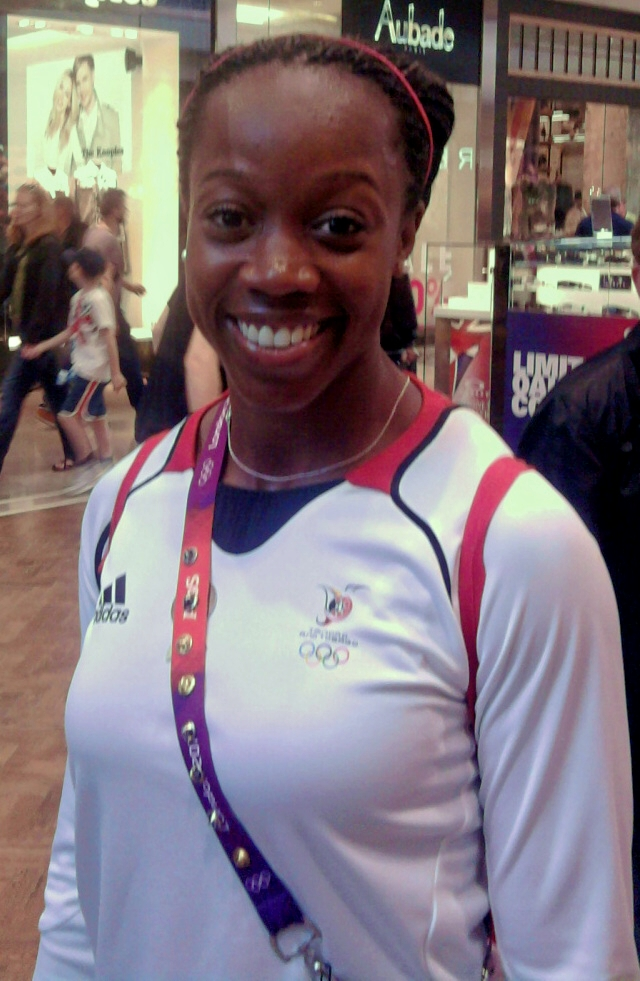
Kelly-Ann Baptiste, ancienne détentrice du record national du 100 m.

Les records de Trinité-et-Tobago d'athlétisme sont les meilleures performances réalisées par des athlètes trinidadiens et homologuées par le National Association of Athletics Administrations of Trinidad & Tobago (NAAATT).

## Plein air

### Hommes
| Épreuve              | Record | Athlète | Date | Compétition | Lieu | Réf.   |
| -------------------- | --- | --- | --- | --- | --- | ------ |
| 100 m                | 9 s 82 (+1,7 m/s) | Richard Thompson | 21 juin 2014 | Championnats nationaux | Port-d'Espagne | [ 1 ]  |
| 200 m                | 19 s 77 (+0,7 m/s) | Ato Boldon | 13 juillet 1997 | | Stuttgart |        |
| 400 m                | 43 s 78 | Jereem Richards | 7 août 2024 | Jeux olympiques | Saint-Denis | [ 2 ]  |
| 800 m                | 1 min 45 s 43 | Sherridan Kirk | 11 juin 2005 | Championnats NCAA | Sacramento | [ 3 ]  |
| 1 500 m              | 3 min 45 s 09 | Sheldon Monderoy | 26 juillet 1998 | | Lahti |        |
| 3 000 m              | 8 min 14 s 16 | Sheldon Monderoy | 30 mai 2000 | | Espoo |        |
| 5 000 m              | 14 min 12 s 01 | Ronnie Holassie | 20 juin 1999 | Championnats nationaux | Port-d'Espagne | [ 4 ]  |
| 10 000 m             | 30 min 30 s 42 | Quintin John | 1994 | | Kingston |        |
| 10 km (route)        | 29 min 24 s | Ronnie Holassie | 4 mars 1995 | | Winter Haven |        |
| Semi-marathon        | 1 h 04 min 15 s | Ronnie Holassie | 27 novembre 1997 | | Jacksonville |        |
| Marathon             | 2 h 13 min 03 s | Ronnie Holassie | 29 avril 2001 | | Cleveland |        |
| 110 m haies          | 13 s 17 (+0,8 m/s) | Mikel Thomas | 24 juillet 2015 | Jeux panaméricains | Toronto | [ 5 ]  |
| 400 m haies          | 47 s 69 | Jehue Gordon | 15 août 2013 | Championnats du monde | Moscou | [ 6 ]  |
| 3 000 m steeple      | 8 min 49 s 82 | Quintin John | 27 mai 1994 | | Raleigh |        |
| Saut en hauteur      | 2,17 m | Kareem Roberts | 25 juin 2017 | Championnats nationaux | Port-d'Espagne |        |
| Saut à la perche     | 4,65 m | Eddison Toby | 4 août 1995 | | Ithaca |        |
| Saut en longueur     | 8,25 m A | Andwuelle Wright | 23 juin 2018 | Ch. d'Am. du Nord, d'Amérique centrale et des Caraïbes espoirs | Querétaro | [ 7 ]  |
| Triple saut          | 16,67 m | LeJuan Simon | 8 août 2004 | | Szombathely |        |
| Lancer du poids      | 20,99 m | Akeem Stewart | 29 mai 2022 | Kaizen Panthers Paradise Challenge | Scarborough | [ 9 ]  |
| Lancer du disque     | 59,65 m | Quincy Wilson | 9 juillet 2016 26 février 2017 | Falcons Invitational - | Bacolet Dunedin | [ 10 ] |
| Lancer du marteau    | 55,11 m | Emmanuel Stewart | 17 avril 2015 | | Baltimore |        |
| Lancer du javelot    | 90,16 m | Keshorn Walcott | 9 juillet 2015 | Athletissima | Lausanne | [ 11 ] |
| Décathlon            | 7 212 pts | Patrick Russell | 15–16 juillet 2005 | Championnats du Canada | Winnipeg |        |
| Décathlon            | 10 s 98 (+4,2 m/s) (100 m), 7,24 m (+2,8 m/s) (longueur), 13,22 m (poids), 1,89 m (hauteur), 50 s 55 (400 m) / 15 s 25 (-4,1 m/s) (110 m haies), 41,51 m (disque), 4,10 m (perche), 43,70 m (javelot), 4 min 45 s 64 (1 500 m) | 10 s 98 (+4,2 m/s) (100 m), 7,24 m (+2,8 m/s) (longueur), 13,22 m (poids), 1,89 m (hauteur), 50 s 55 (400 m) / 15 s 25 (-4,1 m/s) (110 m haies), 41,51 m (disque), 4,10 m (perche), 43,70 m (javelot), 4 min 45 s 64 (1 500 m) | 10 s 98 (+4,2 m/s) (100 m), 7,24 m (+2,8 m/s) (longueur), 13,22 m (poids), 1,89 m (hauteur), 50 s 55 (400 m) / 15 s 25 (-4,1 m/s) (110 m haies), 41,51 m (disque), 4,10 m (perche), 43,70 m (javelot), 4 min 45 s 64 (1 500 m) | 10 s 98 (+4,2 m/s) (100 m), 7,24 m (+2,8 m/s) (longueur), 13,22 m (poids), 1,89 m (hauteur), 50 s 55 (400 m) / 15 s 25 (-4,1 m/s) (110 m haies), 41,51 m (disque), 4,10 m (perche), 43,70 m (javelot), 4 min 45 s 64 (1 500 m) | 10 s 98 (+4,2 m/s) (100 m), 7,24 m (+2,8 m/s) (longueur), 13,22 m (poids), 1,89 m (hauteur), 50 s 55 (400 m) / 15 s 25 (-4,1 m/s) (110 m haies), 41,51 m (disque), 4,10 m (perche), 43,70 m (javelot), 4 min 45 s 64 (1 500 m) | [ 12 ] |
| 20 km marche (route) | 1 h 47 min 34 s | Nolan Simmons | 13 mai 1978 | | Coventry |        |
| 50 km marche (route) | 4 h 47 min 05 s | Francis Thomas | 18 juin 1972 | | Port-d'Espagne |        |
| 4 × 100 m            | 37 s 62 | Équipe nationale Darrel Brown Marc Burns Emmanuel Callender Richard Thompson | 22 août 2009 | Championnats du monde | Berlin | [ 13 ] |
| 4 × 400 m            | 2 min 58 s 12 | Équipe nationale Jarrin Solomon Jereem Richards Machel Cedenio Lalonde Gordon | 13 août 2017 | Championnats du monde | Londres | [ 14 ] |

### Femmes
| Épreuve              | Record | Athlète                                                                           | Date            | Compétition                            | Lieu            | Réf.   |
| -------------------- | --- | --------------------------------------------------------------------------------- | --------------- | -------------------------------------- | --------------- | ------ |
| 100 m                | 10 s 82 (+0,9 m/s) | Michelle-Lee Ahye                                                                 | 24 juin 2017    | Championnats nationaux                 | Port-d'Espagne  | [ 15 ] |
| 200 m                | 22 s 25 (+0,8 m/s) | Michelle-Lee Ahye                                                                 | 16 août 2016    | Jeux olympiques                        | Rio de Janeiro  | [ 16 ] |
| 400 m                | 51 s 83 | Janeil Bellille                                                                   | 21 juin 2014    | Championnats nationaux                 | Port-d'Espagne  | [ 17 ] |
| 800 m                | 2 min 01 s 81 | Alena Brooks                                                                      | 15 avril 2018   | Jeux du Commonwealth                   | Gold Coast      | [ 18 ] |
| 1 500 m              | 4 min 13 s 21 | Pilar McShine                                                                     | 27 juillet 2013 | Memorial Geert Rasschaert              | Ninove          | [ 19 ] |
| 3 000 m              | 9 min 18 s 29 | Pilar McShine                                                                     | 9 avril 2010    | FSU Seminole Invite                    | Tallahassee     | [ 20 ] |
| 5 000 m              | 16 min 19 s 17 | Tonya Nero                                                                        | 15 avril 2011   | KT Woodman Classic                     | Wichita         | [ 22 ] |
| 10 000 m             | 33 min 11 s 71 | Tonya Nero                                                                        | 25 mars 2011    | Stanford Invitational                  | Palo Alto       | [ 23 ] |
| Semi-marathon        | 1 h 15 min 13 s | Tonya Nero                                                                        | 6 octobre 2012  | Championnats du monde de semi-marathon | Kavarna         | [ 24 ] |
| Marathon             | 2 h 42 min 58 s | Tonya Nero                                                                        | 8 décembre 2019 | California International Marathon      | Sacramento      | [ 25 ] |
| 100 m haies          | 12 s 85 (+1,1 m/s) | Aleesha Barber                                                                    | 29 mai 2010     | Championnats NCAA                      | Greensboro      | [ 26 ] |
| 400 m haies          | 53 s 20 | Josanne Lucas                                                                     | 20 août 2009    | Championnats du monde                  | Berlin          | [ 27 ] |
| 3 000 m steeple      | 10 min 57 s 0 | Scarla Nero                                                                       | 14 mai 2011     |                                        | Cedar Falls     |        |
| Saut en hauteur      | 1,95 m | Tyra Gittens                                                                      | 13 mai 2021     | Championnats de la SEC                 | College Station |        |
| Saut à la perche     | 2,36 m | Ayana Riviere                                                                     | 2 mai 2008      |                                        | Baltimore       |        |
| Saut en longueur     | 6,96 m (+2,0 m/s) | Tyra Gittens                                                                      | 14 mai 2021     | Championnats de la SEC                 | College Station |        |
| Triple saut          | 14,40 m (0,0 m/s) | Ayanna Alexander                                                                  | 28 août 2014    | Potomac Valley Games                   | Alexandria      | [ 28 ] |
| Lancer du poids      | 19,42 m | Cleopatra Borel                                                                   | 8 juillet 2011  | Meeting Areva                          | Saint-Denis     | [ 30 ] |
| Lancer du disque     | 58,58 m | Annie Alexander                                                                   | 28 mai 2011     | Championnats NCAA région Est           | Bloomington     | [ 31 ] |
| Lancer du marteau    | 71,45 m | Candice Scott                                                                     | 15 mai 2005     | Armed Forces Day Invitational          | Marietta        | [ 32 ] |
| Lancer du javelot    | 54,10 m | Geraldine George                                                                  | 8 avril 2000    |                                        | Austin          |        |
| Heptathlon           | 6 418 pts | Tyra Gittens                                                                      | 14 mai 2021     | Championnats de la SEC                 | College Station | [ 33 ] |
| Heptathlon           | 13 s 47 (+3,0 m/s) (100 m haies), 1,95 m (hauteur), 11,96 m (poids), 23 s 43 (0,0 m/s) (200 m) / 6,96 m (+2,0 m/s) (longueur), 40,18 m (javelot), 2 min 31 s 97 (800 m) |                                                                                   |                 |                                        |                 |        |
| 20 km marche (route) | 2 h 30 min 16 s | Elizabeth London                                                                  | 19 juin 2005    |                                        | Fyzabad         |        |
| 4 × 100 m            | 42 s 03 | Équipe nationale Kelly-Ann Baptiste Michelle-Lee Ahye Reyare Thomas Semoy Hackett | 29 août 2015    | Championnats du monde                  | Pékin           | [ 34 ] |
| 4 × 400 m            | 3 min 30 s 64 | Équipe nationale Janeil Bellille Kai Selvon Sparkle McKnight Domonique Williams   | 10 juillet 2016 | Blue Marlin Classic                    | Nassau          | [ 35 ] |